# صندوق المعذر ريت
صندوق المعذر ريت هو صندوق استثمار عقاري متداول يهدف إلى الاستثمار في العقارات في أصول عقارية مدرة لدخل دوري بحيث يتم توزيع ما لا يقل عن 90% من صافي أرباح الصندوق على مالكي الوحدات بشكل سنوي وذلك بعد استلام مدير الصندوق للعوائد الإيجارية للأصول العقارية.

## الهيئة الشرعية
```
لا يوجد هيئة شرعية
```

## مدير الصندوق
شركة أصول وبخيت الاستثمارية

## مقيمي الصندوق
- شركة فاليو سترات
- دانات العقارية (أريب)

## امين الحفظ
بيت التمويل السعودي الكويتي

## وصلات خارجية
- المعذر ريت حقائق وأرقام